# Daimler-Motoren-Gesellschaft
Daimler-Motoren-Gesellschaft (abreviado como DMG, también conocida como Daimler Motors Corporation) fue una empresa de ingeniería alemana y más tarde una industria automotriz, en funcionamiento desde 1890 hasta 1926. Fundada por Gottlieb Daimler (1834-1900) y Wilhelm Maybach (1846-1929), tuvo su primera sede en Cannstatt (hoy Bad Cannstatt, un distrito de la ciudad de Stuttgart). Daimler murió en 1900 y el negocio se trasladó en 1903 a Stuttgart-Untertürkheim, después de que la fábrica original fuera destruida por un incendio; y en 1922 se instaló en Berlín. Otras fábricas estaban ubicadas en Marienfelde (cerca de Berlín) y Sindelfingen (junto a Stuttgart).
La empresa inicialmente producía motores de gasolina, pero después del éxito de una pequeña cantidad de coches de carreras construidos por Wilhelm Maybach para Emil Jellinek, se comenzó a fabricar el modelo Mercedes de 1902, de forma que la producción de automóviles se expandió para convertirse en el producto principal de DMG, que comenzó a construir varios modelos.
Debido a la crisis económica alemana posterior a la Primera Guerra Mundial, DMG se fusionó en 1926 con Benz & Compañía, convirtiéndose en Daimler-Benz y adoptando Mercedes-Benz como su marca comercial de automóviles. En 1998 se produjo otra fusión con Chrysler Corporation para convertirse en "DaimlerChrysler". El nombre se cambió en 2007 solamente a Daimler AG cuando se vendió la Chrysler al fondo buitre Cerberus Capital Management, para final y definitivamente en 2022, cambiar el nombre simplemente a Mercedes-Benz Group.

## Historia

### Daimler, Maybach yDMGen Seelberg
En 1882, tanto Daimler como Maybach habían dejado la compañía Deutz AG Gasmotorenfabrik fundada por Nicolaus Otto. En 1890 fundaron su propia empresa de motores, Daimler Motoren Gesellschaft (DMG). Su propósito era la construcción de pequeños motores de alta velocidad de giro, que habían desarrollado a partir de la misma tecnología empleada en los motores estacionarios.
DMG surgió así como una extensión de los negocios independientes de Daimler y Maybach, quienes revolucionarían el mundo con sus inventos para el automóvil como el motor de gasolina de cuatro tiempos o el carburador. Fabricarían pequeños motores de combustión interna adecuados para su uso en tierra, mar y aire (la base para un símbolo que Daimler ideó como una estrella de tres puntas, con cada punta indicando una dirección diferente).
El 5 de julio de 1887, Daimler compró una propiedad en la colina de Seelberg (Cannstatt) que anteriormente era propiedad de Zeitler & Missel, que la había utilizado como fundición de metales preciosos. La parcela ocupaba 2.903 metros cuadrados, costó 30.200 marcos de oro, y allí se produjeron los motores para su exitosa lancha motora Neckar. También vendieron licencias para que otras compañías fabricasen sus motores, y Seelberg se convirtió en un centro de la industria automotriz en rápido crecimiento.
Daimler tuvo problemas financieros porque las ventas no fueron lo suficientemente altas y las licencias no generaron ganancias significativas. Se llegó a un acuerdo con los financieros Max Von Duttenhofer y William Lorenz, ambos también fabricantes de municiones, junto con el influyente banquero Kilian von Steiner, propietario de un banco de inversión, para convertir el negocio privado en una corporación pública en 1890. Este acuerdo se considera por algunos historiadores como un pacto con el diablo, ya que los dos inventores nunca se llevaron bien con los nuevos inversores.

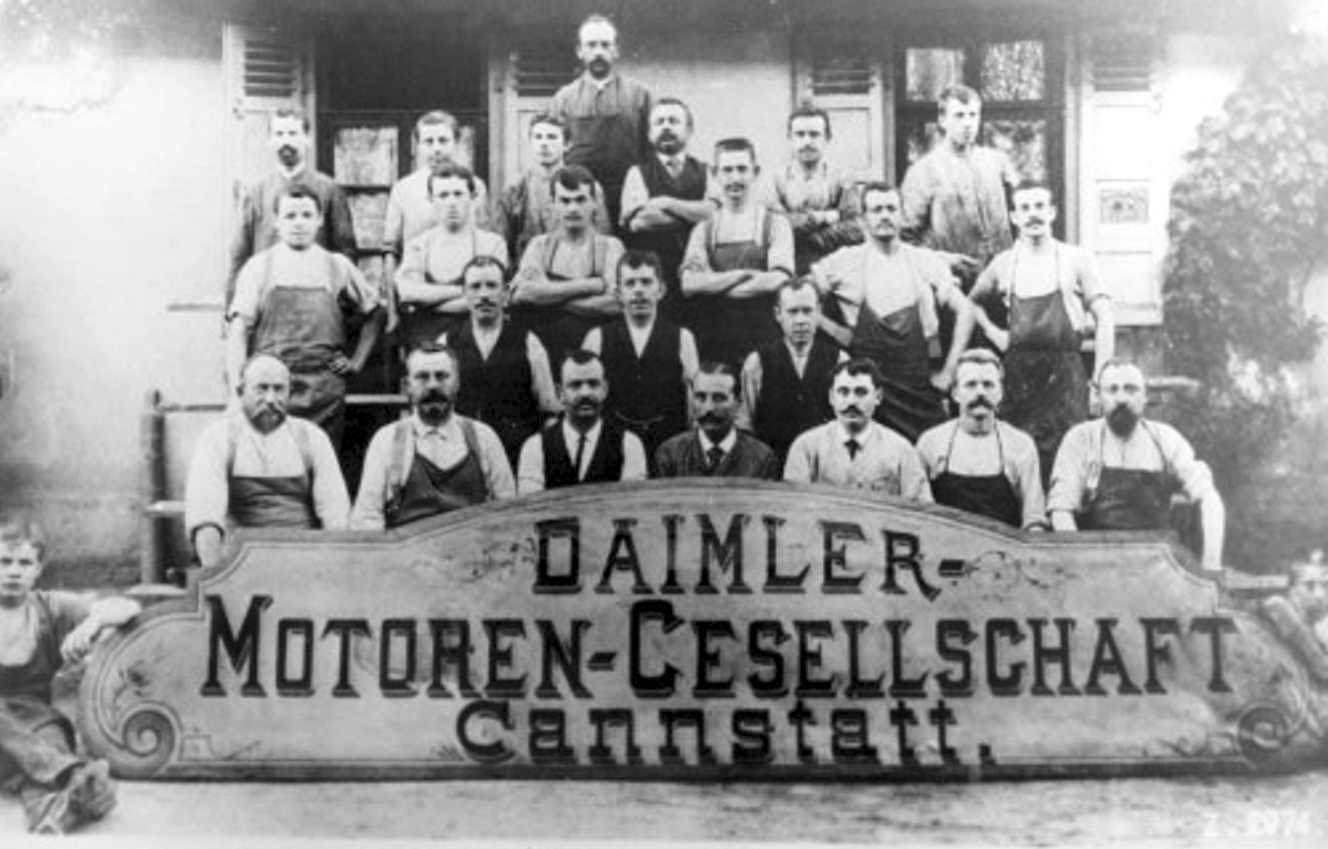
Empleados de DMG en 1890

Sin creer realmente en la producción de automóviles, los financieros ampliaron el negocio de los motores estacionarios, ya que se vendían bien, e incluso consideraron una fusión con la compañía Deutz-AG de Otto (en 1882, Gottflieb Daimler había tenido serios problemas personales con Nicholas Otto cuando trabajaba para él). Daimler y Maybach continuaron abogando por la fabricación de automóviles y, como resultado, incluso dejaron DMG por un breve período de tiempo, hasta que un amigo de Daimler, Frederick Simms, persuadió a los financieros para que los llevaran de nuevo a la tambaleante DMG a principios de 1896. Sus negocios se volvieron a fusionar con DMG. Daimler fue nombrado inspector general, Maybach director técnico jefe y Simms director.
En 1892, Maybach diseñó el Phönix, un motor de dos cilindros en línea equipado con un nuevo carburador. Tras la retirada de Gottlieb Daimler y Maybach a su propio negocio para concentrarse en los automóviles, la empresa había estado al borde de una crisis, pero logró estabilizarse vendiendo motores móviles y estacionarios a través de varios minoristas en todo el mundo, desde la ciudad de Nueva York hasta Moscú.
El primer automóvil Daimler, un modelo singularmente poco elegante, apareció en 1892, seguido en 1895 por un "vis á vis" de dos cilindros y, en 1897, el primer modelo con propulsor delantero de DMG, un tourer abierto de cuatro asientos con motor "Phönix".
En 1900 murió Gottlieb Daimler, pero poco después, los exitosos modelos Mercedes de DMG basados en los coches de carreras diseñados por Wilhelm Maybach según las especificaciones de Emil Jellinek (quien quería un automóvil más moderno y seguro, tras la muerte de Willhelm Bauer en un coche de carreras de Daimler), cambiaron la perspectiva de la junta de la compañía a favor de dedicarse a la fabricación de automóviles. Maybach continuó como diseñador durante un tiempo, pero renunció en 1907 y fue reemplazado por el hijo de Gottlieb, Paul.

### Expansión (1902 a 1920)
Las ventas de automóviles DMG despegaron, particularmente con el primer motor Daimler-Mercedes diseñado por Maybach colocado en varios coches de carreras construidos en 1900 para Emil Jellinek. Este coche de carreras más tarde se denominó Mercedes 35 CV. La capacidad de producción se amplió a la planta de Untertürkheim, y en 1902 se produjeron los primeros modelos Mercedes (encabezados por el famoso modelo 60) y se adoptó oficialmente la marca comercial de automóviles Mercedes. Capaces de alcanzar los 120 km/h (75 mph), los grandes turismos del modelo 60 combinaban el lujo y la deportividad, convirtiéndose en el coche de mayor estatus del momento, imitado por otros fabricantes como Berliet, Rochet-Schneier, Martini, Ariel, Star o Fiat. En los Estados Unidos, la Daimler Manufacturing Company situada en Long Island City (Nueva York), pudo haberlo construido bajo licencia en asociación con la compañía Steinway. En parte debido al éxito del modelo 60, el número de empleados de DMG pasó de 821 en 1903 a 2200 en 1904.
El período comprendido entre 1906 y 1913 se reforzó la expansión de la compañía, incrementándose el número de departamentos de producción para reducir el número de proveedores externos. El aumento de la mecanización llevó la productividad anual de 0,7 a 10 automóviles por trabajador. En 1911, las acciones de DMG comenzaron a cotizarse en la bolsa de Stuttgart.

### Berlín-Marienfelde
El 2 de octubre de 1902 DMG inauguró una nueva planta en la región montañosa al sur de Berlín. Su actividad se limitó inicialmente a la fabricación de lanchas motoras y de motores marinos. Más adelante se expandió a la fabricación de camiones (1905) y camiones de bomberos (1907). La región se convirtió en un centro de la industria del automóvil, donde se instalaron otras empresas.

### Untertürkheim
Untertürkheim era un lugar ideal para ubicar una gran fábrica, ya que estaba cerca tanto del río Neckar como del Ferrocarril Stuttgart-Ulm. El alcalde local, Eduard Fiechtner, vendió el terreno (185.000 metros cuadrados) a bajo precio y también dispuso una ampliación del ferrocarril con su propia estación y energía de la planta hidroeléctrica del Neckar, que se había construido en 1900.
DMG había planeado abrir las instalaciones en 1905, pero la destrucción total de la fábrica de Cannstatt por un incendio en 1903 aceleró el trabajo y se adelantó la puesta en servicio del nuevo edificio de estilo modernista, provisto de un característico techo irregular. La producción en las nuevas instalaciones se inició en diciembre de 1903, mientras que la fuerza laboral siguió creciendo.
El 17 de mayo de 1904 Untertürkheim se convirtió en la sede de DMG, y el resto del personal administrativo se mudó allí el 29 de mayo. En 1913 se adquirieron 220.000 metros cuadrados adicionales y entre 1915 y 1918 se amplió aún más. En la década de 1920, Untertürkheim tenía casi todos los procesos de producción en un solo lugar, donde se reunió desde la fundición del acero hasta el ensamblaje final de los automóviles. En 1925 también se trasladó a la nueva factoría el departamento de diseño de DMG.

### El incendio de Cannstatt (1903)

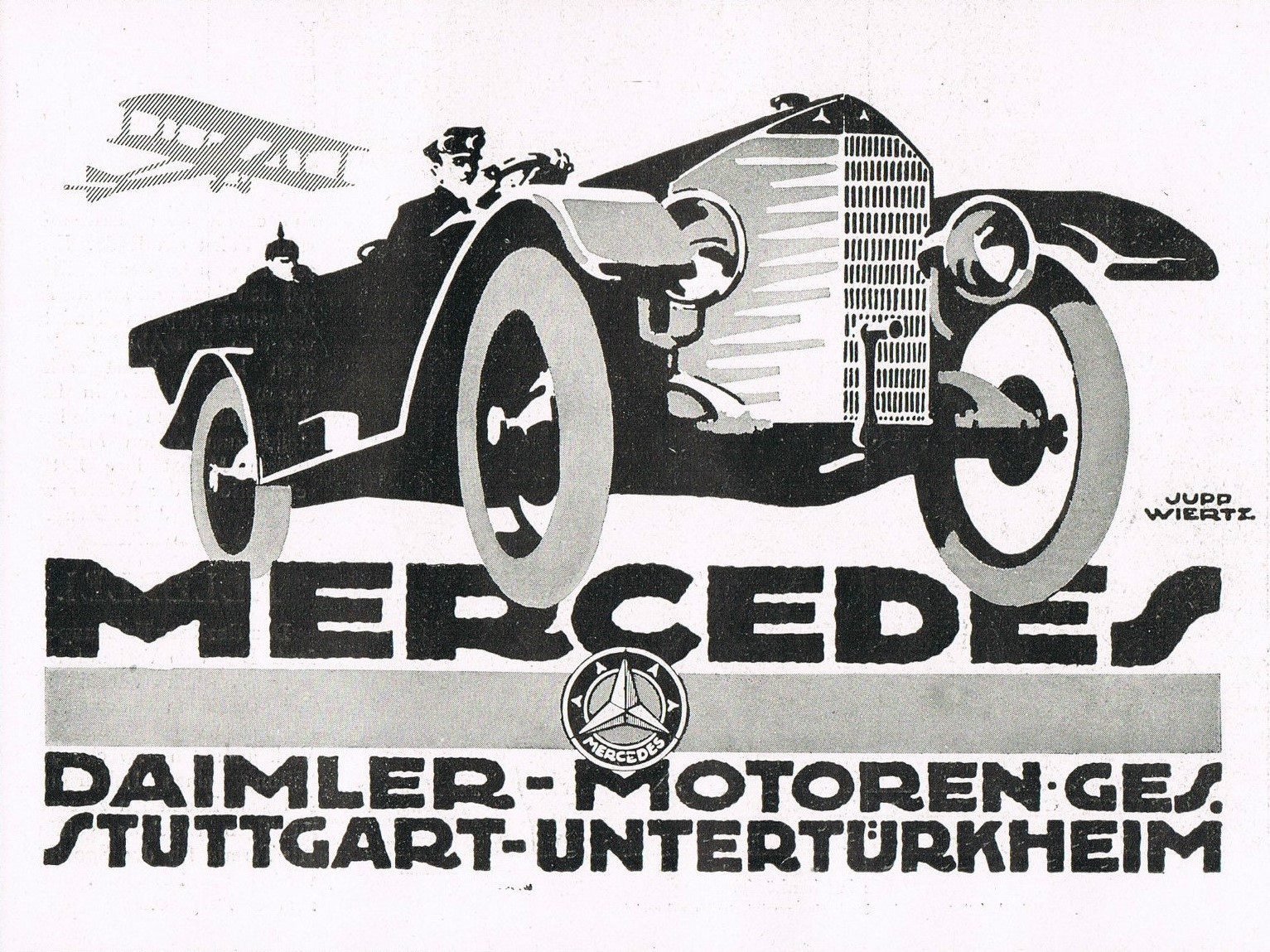
Anuncio de DMG de 1916 para los automóviles Mercedes, ilustrado por Jupp Wiertz

En la noche del 10 de junio de 1903, la planta original de Seelberg-Cannstatt sufrió un gran incendio. Toda la maquinaria y 93 coches Mercedes terminados, una cuarta parte de la producción anual, quedaron destruidos, junto con un pequeño museo con elementos históricos como la primera motocicleta de Daimler-Maybach, la Reitwagen.
Más adelante esa misma noche, un hombre irrumpió en la fábrica y robó la mitad de los coches. Pintó las palabras "Joe, ¿quién?" junto al lugar donde estaban.
Los trabajadores desplazados recibieron "salarios de asistencia" y raciones de pan adicionales. Los negocios vecinos prestaron talleres, lo que permitió que la producción continuara. DMG creó un Fondo de Ayuda (uno de los primeros planes de seguros para los trabajadores) y comenzó a construir bloques separadores contra los incendios en todas sus plantas.
Al año siguiente, 1904, toda la fabricación se trasladó a Untertürkheim. La última unidad producida en Seelberg se puso en marcha en las primeras semanas de 1905.

### Sindelfingen
Con el estallido de la Primera Guerra Mundial en 1914, se puso en marcha una carrera por producir suministros bélicos. En el otoño de 1915, DMG abrió la fábrica de Sindelfingen para producir vehículos militares, motores de aviones e incluso aviones completos. Después de perder la guerra, Alemania se vio obligada a firmar el Tratado de Versalles en 1919, lo que supuso que la compañía tuviese que limitarse a producir carrocerías de automóviles.

## Lanchas
La producción de lanchas motoras por parte de Daimler y Maybach comenzó tempranamente, en 1886, con la Neckar (de 4,5 metros de eslora y con una velocidad de 11 km/h (6 nudos)), la primera del mundo con motor de explosión, probada en el río Neckar. Esta embarcación se convirtió en el primer éxito comercial de DMG, circunstancia reforzada por el mal estado de las carreteras de Alemania en aquella época. Una vez formada la corporación pública, la producción de lanchas a motor se convirtió en uno de los principales intereses de los nuevos financieros y condujo en 1902 a la construcción de la fábrica Berlin-Marienfelde específicamente para su fabricación.

## Automóviles

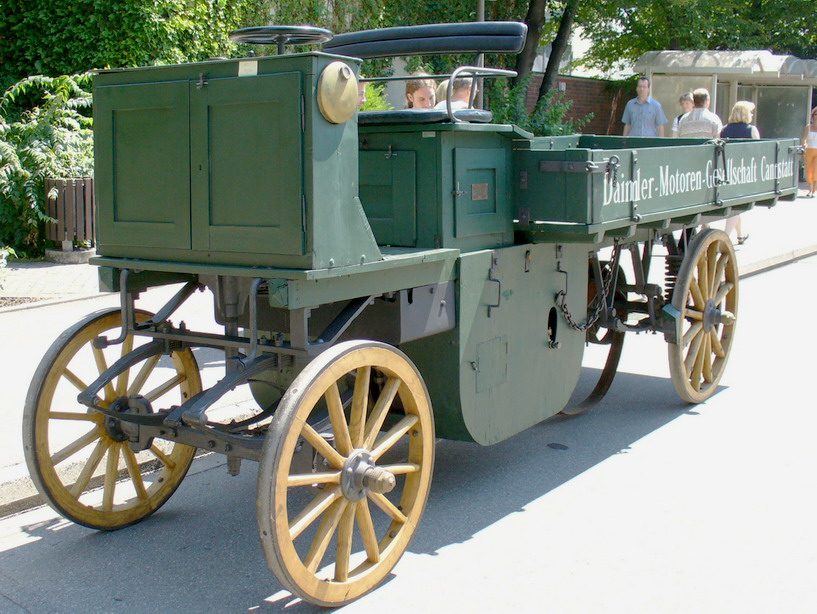
Camión DMG con motor Phöenix (1898)

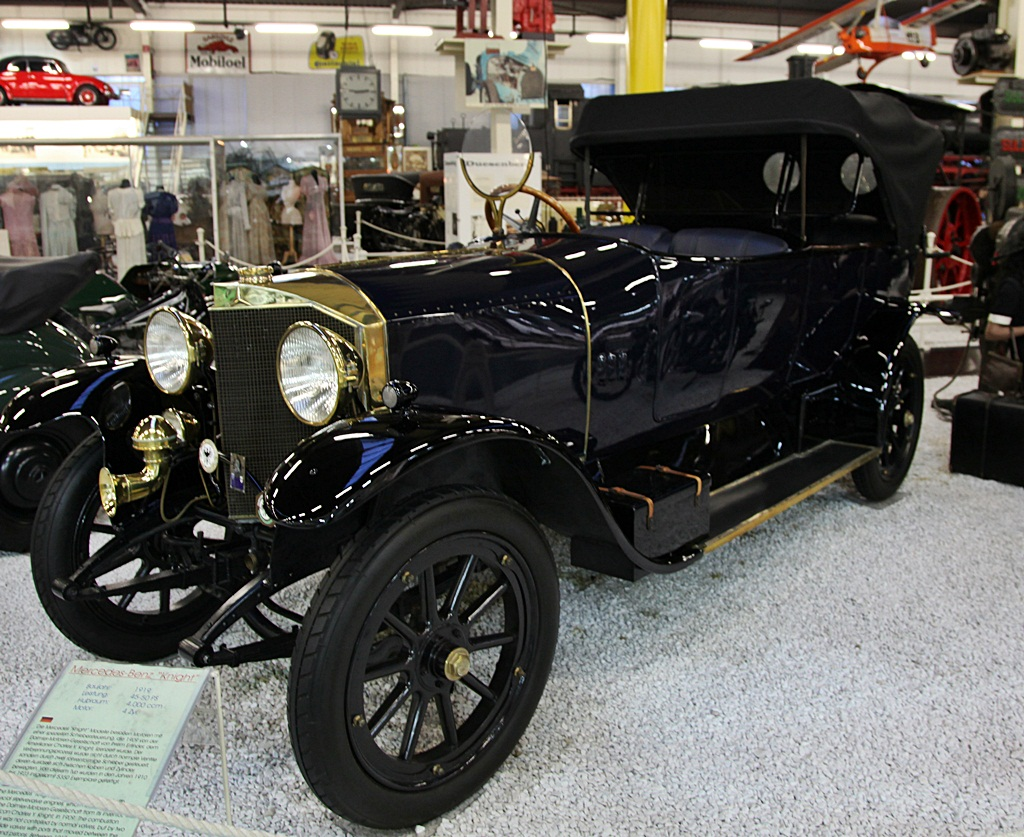
Mercedes Knight 4.0 50Hp de 1912, en el Museo Técnico de Sinsheim

Daimler había vendido licencias de motores de automóviles en todo el mundo, incluidos países como Francia, Austria, el Reino Unido y los Estados Unidos a través de un acuerdo con el fabricante de pianos Steinway, en Nueva York.
La primera venta de automóviles DMG tuvo lugar en agosto de 1892 (su registro todavía se conserva) al sultán de Marruecos.
Los vehículos comerciales también se habían fabricado principalmente con el motor "Phöenix", pero hasta 1900, cuando murió Daimler, las carrocerías no se habían estandarizado.
En 1902 se construyó el automóvil Mercedes, compacto y moderno, con muchas características mejoradas, un producto que despertó el interés de la junta por la producción de automóviles. Mercedes se convirtió entonces en la principal marca de automóviles de DMG, aunque hubo algunas pequeñas excepciones: el Mercedes Simplex de 1902-1909 (el nombre indica que es "fácil de conducir") y el Mercedes Knight de 1910-1924, un modelo desarrollado por la Daimler de Coventry que incorporaba un motor equipado con el sistema de válvulas de camisa inventado por Charles Yale Knight. Todos los modelos tenían un precio determinado por la potencia de su motor.
El primer camión, de 1,5 toneladas de carga útil, se vendió a la compañía British Motor Syndicate Ltd de Londres el 1 de octubre de 1896. Su motor Phöenix montado en la parte trasera rendía 4 HP (3 kW) a 700 rpm.
En 1897 comenzó la producción de vehículos comerciales ligeros, que tuvieron mucho éxito en el Reino Unido.
En el primer Salón del Automóvil de París, en 1898, se exhibió un camión de 5 toneladas, con un motor montado en la parte delantera.

### Motor Phöenix (1894)
En 1894, mientras trabajaban en un local temporal en el antiguo Hotel Hermann, un edificio que había quedado sin uso en Cannstatt, Gottlieb Daimler, su hijo Paul y Wilhelm Maybach diseñaron el motor "Phöenix". Su configuración sorprendió al mundo del automóvil, al incorporar:
- Cuatro cilindros colocados verticalmente y en paralelo (una novedad para un motor de automóvil)
- Válvulas de escape accionadas por un árbol de levas
- Carburador con boquilla de aspersión (patentado por Maybach en 1893)
- Mejoras en la transmisión por cadena

La producción de este motor, que se instaló en automóviles, camiones y barcos, se convirtió en el producto principal de DMG hasta que se lanzaron los automóviles Mercedes en 1902.

### Mercedes (1900)
En 1902, Maybach creó un automóvil que más tarde se llamaría "Mercedes 35 CV" por deseo del exitoso comerciante austriaco Emil Jellinek, quien estaba fascinado tanto por el motor Phöenix como por los coches de carreras. El nombre se derivó de la denominación dada al motor Maybach construido según las especificaciones de Jellinek en 1900, capaz de rendir 35 HP (35,5 CV). Jellinek había estipulado que el motor se llamaría Daimler-Mercedes y cuando tuvo éxito, encargo una serie de unidades de un nuevo modelo que comercializaría y usaría personalmente. Más adelante, estos coches se denominarían Mercedes 35 HP (35,5 CV). Sin embargo, DMG no lanzó este modelo hasta que consideró que su éxito era incuestionable.

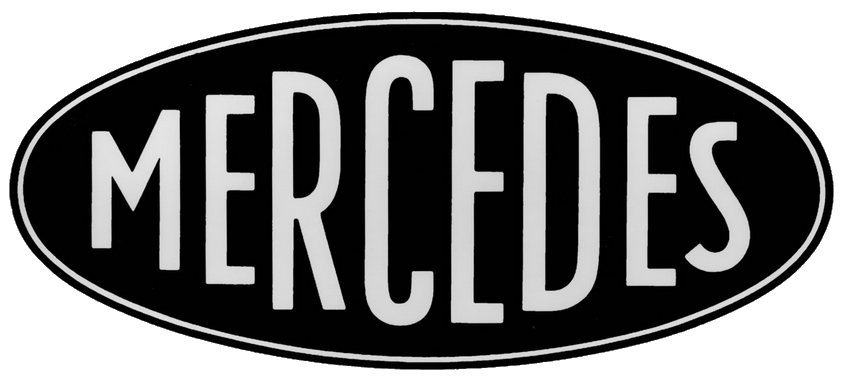
Primer logo de la marca 'Mercedes' de DMG (1901)

Jellinek compitió como piloto, rotulando la palabra "Mercedes" (en español, regalo del cielo) en los automóviles en los que corrió, haciendo referencia al nombre de su hija de 10 años. La búsqueda de mayor velocidad lo llevó personalmente a Stuttgart, a la oficina de Wilhelm Maybach, donde también se reunió con Paul Daimler, hijo de Gottlieb. Juntos diseñaron un nuevo tipo de automóvil que sería "más grande, más ancho y con un centro de gravedad más bajo". Se produciría una pequeña cantidad para Jellinek bajo contrato. Este fue el primer automóvil verdaderamente diseñado por DMG, a diferencia de los coches de otros constructores equipados con un motor de la marca disponibles hasta entonces.
Combinando los refinamientos técnicos del nuevo motor de 4 cilindros de Maybach, con un nuevo chasis, el automóvil sorprendió al mundo de los deportes de motor en 1901. Jellinek había prometido comprar una gran cantidad de coches de carreras (36 unidades por 550.000 macos de oro), si también podía ser el único concesionario en Austria-Hungría, Francia, Bélgica y EE. UU., utilizando el nombre "Daimler-Mercedes" para el motor, y también convertirse en miembro del Consejo de Administración.
En junio de 1902, después de que DMG se diera cuenta de que ya había concedido su marca comercial Daimler a Panhard para toda Francia, decidió llamar a todos sus automóviles Mercedes haciendo referencia a su motor, y comenzó a producir la serie Mercedes. La gran demanda del automóvil pronto hizo que DMG funcionara a plena capacidad.

### Carreras automovilísticas
En estos primeros años, las carreras servían de publicidad a los fabricantes de automóviles. Por ello, tanto DMG como Benz & Cie., su gran rival, sacaron a las pistas sus mejores coches. Los Daimler fueron capaces de vencer a los Benz hasta 1908, cuando un Benz logró batir el récord de velocidad, pero en los años siguientes ambas marcas estuvieron muy igualadas.

## Primera multinacional del automóvil
DMG se expandió inicialmente con una empresa subsidiaria localizada en Austria, la Austro-Daimler.

## Licencias internacionales

### Licencias francesas
Edouard Sarazin inició las primeras negociaciones para obtener la licencia de los motores de Gottlieb Daimler en Francia. Después de su muerte, su esposa finalmente tuvo éxito, ayudada por Émile Levassor y René Panhard (entonces fabricantes de maquinaria para trabajar la madera), que vendieron su primer motor en 1887.
Armand Peugeot, uno de sus clientes, comenzó a equipar vehículos con motores Panhard, y les adquirió la licencia concedida por Daimler. Posteriormente, Peugeot se centró con éxito en el mercado alemán.
La compañía Panhard & Levassor diseñó su propio automóvil completo. Levassor montó un motor (Daimler) sobre el eje delantero, lo que le dio un mejor equilibrio y estabilidad de giro. Comercializado en octubre de 1891, presentaba tracción trasera por dos cadenas laterales, embrague de pedal, radiador delantero y dirección por palanca.
Los historiadores consideran que el automóvil fue "un invento alemán, mientras que Francia lo expandió comercialmente", principalmente por la publicidad de las carreras de coches, ya que en enero de 1886 Carl Benz obtuvo la primera patente de un automóvil que diseñó y construyó en 1885.

### Licencias americanas
En 1888, Gottlieb Daimler estableció una cooperación con el fabricante de pianos de origen alemán William Steinway en Astoria, Queens (más adelante, un barrio de la ciudad de Nueva York), para construir motores estacionarios y marinos para gas y petróleo; y en 1892, también para construir automóviles completos, copias del diseño alemán. Los motores y los automóviles se produjeron en las instalaciones de Steinway en la "planta de Rikers", frente a la isla Rikers, donde se han seguido produciendo pianos hasta la actualidad. El negocio de fabricación de automóviles se vendió después de la muerte de William Steinway en 1896.

### Licencias británicas: The Daimler Motor Company Limited

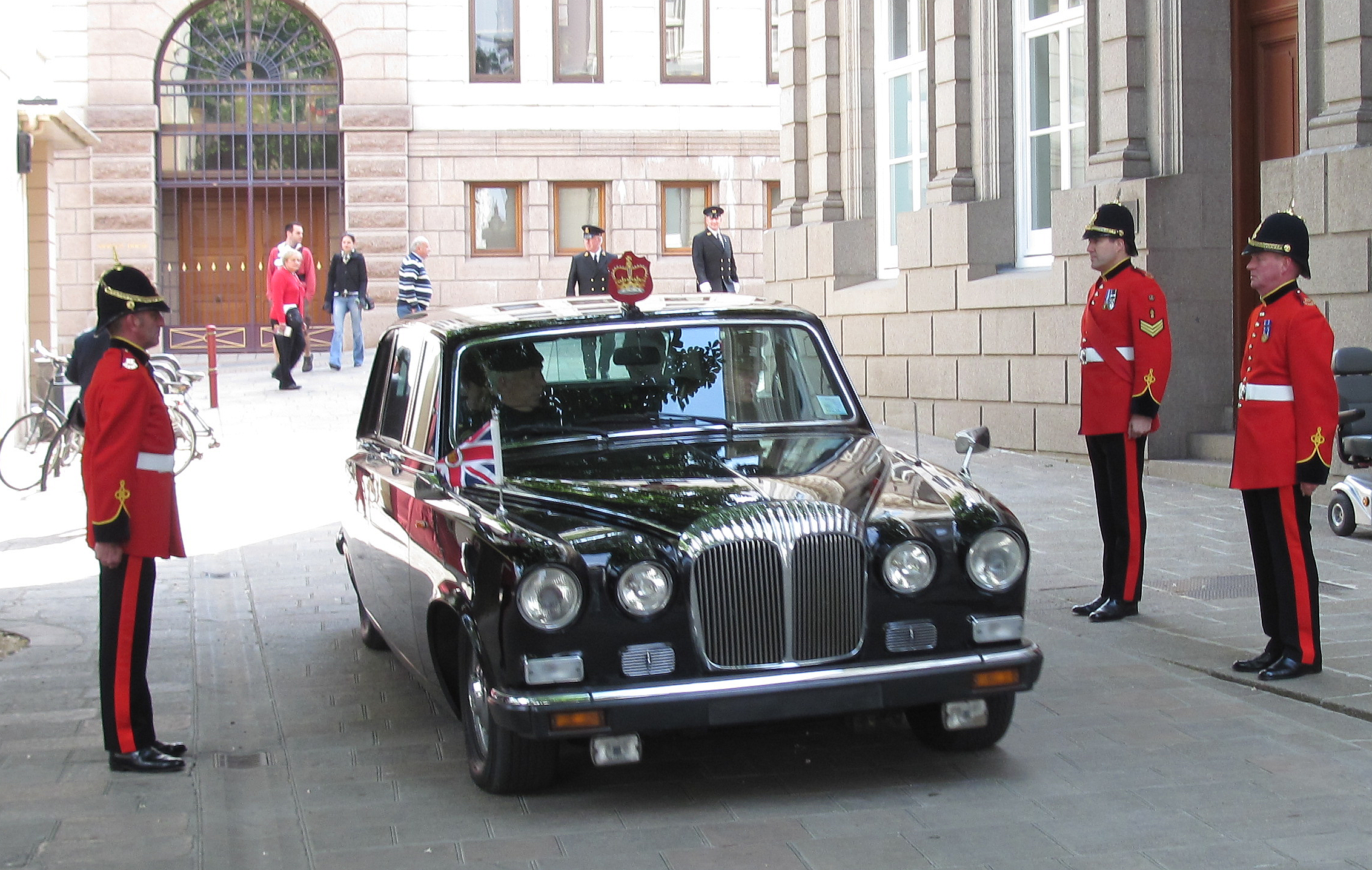
Un Daimler de Coventry: el DS420

En 1890, Frederick Simms, nacido en Hamburgo, ingeniero consultor y buen amigo personal de Gottlieb Daimler regresó al Reino Unido con el motor Phöenix para su lanzamiento (aunque con la idea de poder producir automóviles en su momento), habiendo obtenido los derechos para el Reino Unido (y también para el Imperio Británico) sobre las patentes de Daimler. En 1893 Simms fundó The Daimler Motor Syndicate Limited (DMS).
A finales de 1895, Simms recibió una oferta del promotor empresarial londinense Harry John Lawson de 35.000 libras esterlinas para comprar todos los derechos de Daimler. Como parte de los arreglos necesarios, Maybach y Daimler se separaron de DMG, Simms acordó pagar a DMG (por entonces en una situación muy precaria) 17.100 libras, con la condición de que DMG volviera a contratar a Gottlieb Daimler. El 1 de noviembre de 1895 se firmó un "contrato de reasociación". El resultado fue que los negocios divididos de Daimler-Maybach y DMG se fusionaron, revitalizando la corporación resultante. A principios de 1896, habiendo acordado con la Daimler Motor Syndicate que compraría los derechos de Daimler, Lawson lanzó The Daimler Motor Company Limited (DMC) en Londres (con Gottlieb Daimler como director), cuya factoría se dispuso en una fábrica de algodón en desuso en Coventry. Simms se convirtió en director de DMG (Cannstatt) pero no de DMC (Londres).

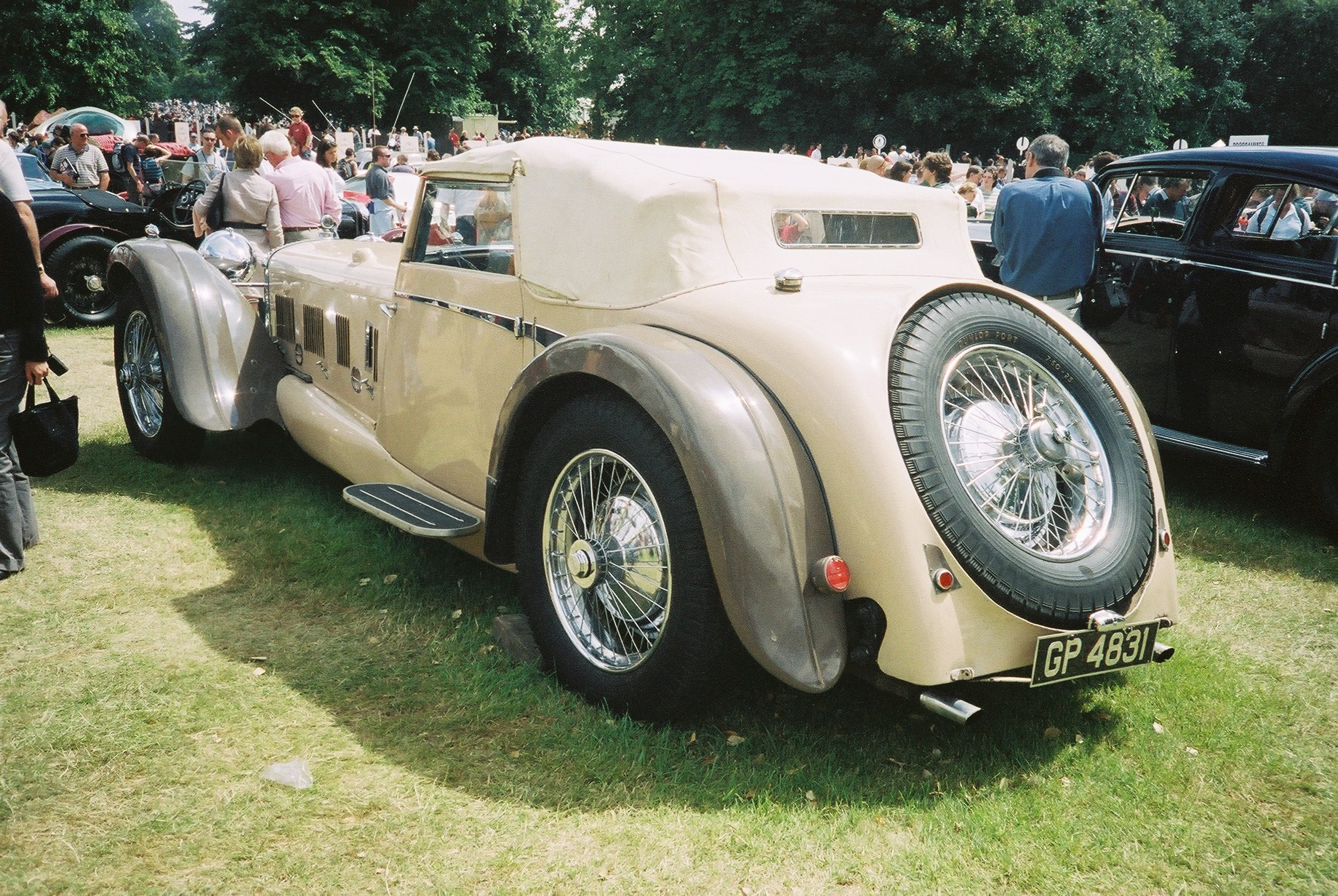
Daimler Double-Six 50 con motor V12 de aleación y 150 bhp, cupé carrozado por Corsica según un diseño de Reid Railton (1931)

En 1910, la Daimler Motor Company, aunque conservó una identidad separada, fusionó sus activos con los de la compañía BSA (hasta entonces fabricante de municiones) y comenzó a producir vehículos militares. También eliminó la palabra motor de su nombre.
Durante más de 65 años, The Daimler Company Limited produjo una amplia variedad de vehículos de primera calidad, incluidos autobuses, ambulancias, camiones de bomberos y algunos camiones, pero en particular automóviles medianos y grandes que a menudo eran muy caros. Sus vehículos se distinguían por sus radiadores con aletas, y más adelante por sus calandras festoneadas. Hasta principios de la década de 1950 se solía decir que "la aristocracia compra Daimler, y los nuevos ricos compran Rolls-Royce".
En 1960, el negocio se vendió a Jaguar, que pronto se involucró en ingeniería de marcas y, a menudo, los automóviles Jaguar y Daimler solo podían distinguirse por la parrilla y la placa de identificación. En 2005, los únicos modelos de Daimler que se produjeron fueron modelos de lujo, como el Daimler Super Eight.
El nombre de Daimler se trasladó con Jaguar a la British Leyland Motor Corporation; luego regresó como parte de Jaguar cuando esta se reorganizó como compañía independiente; y más adelante pasó también con Jaguar a manos de Ford. En julio de 2008, Tata Group, los actuales propietarios de Jaguar y Daimler, anunciaron que estaban considerando transformar a Daimler en "una marca de súper lujo para competir directamente con Bentley y Rolls-Royce". En 2009, se rechazó una solicitud para registrar el nombre Daimler de Jaguar como marca comercial en los EE. UU.

## Dirigibles y aeronaves de ala fija
Daimler construyó el propulsor del primer dirigible impulsado con un motor de gasolina en 1888. Desde 1899 hasta 1907, DMG suministró los motores diseñados por Maybach para el Zeppelín. Wilhelm Maybach abandonó DMG en 1909, y con su hijo Karl fundó su propia empresa en Wurtemberg que se hizo cargo del suministro de estos motores.
Durante la Primera Guerra Mundial, a partir de 1915, la fábrica de Sindelfingen produjo una gran cantidad de aviones y motores de aviación. Pero se prohibió la fabricación de aeronaves en Alemania después del conflicto de acuerdo con las condiciones establecidas por el Tratado de Versalles de 1919.

### Aeronaves
- Daimler D.I
- Daimler G.I
- Daimler L11
- Daimler L14

## Estrella de tres puntas: tierra, agua y aire
En la década de 1870, mientras trabajaba para Otto en la Deutz AG Gasmotorenfabrik en Colonia, Daimler envió a su esposa Emma Kunz una postal, marcando su residencia con una estrella de tres puntas y escribiendo: "un día esta estrella brillará sobre nuestro fábricas triunfantes". Desde entonces, esta línea ha inspirado tanto a Daimler como a Maybach a la hora de desarrollar motores ligeros y potentes para conquistar "tierra, agua y aire".
En la década de 1900, después del éxito de los coches Mercedes, DMG todavía carecía de una marca comercial. Paul y Adolf Daimler, los hijos de Gottlieb (quien había muerto a principios de marzo de 1900), sugirieron usar ese símbolo. La dirección de Daimler-Motoren-Gesellschaft aceptó la propuesta en junio de 1909, y también registró una de "cuatro puntas". La estrella de cuatro puntas se convirtió en el emblema de DASA en la década de 1980, y más adelante en el logotipo de Airbus (EADS).
La estrella de tres puntas comenzó a usarse en 1910. En 1916 se rodeó con un círculo y se añadieron cuatro estrellas adicionales, ya fuese con el nombre Mercedes o de la fábrica respectiva (Untertürkheim o Berlín-Marienfelde). En 1937, Daimler-Benz registró el símbolo familiar, una "estrella tridimensional de tres puntas, contenida en un círculo".

## Crisis alemana (década de 1920)
DMG era una de las empresas alemanas más importantes en la época de la crisis alemana de la década de 1920; habiendo triplicado su capital a 100 millones de acciones en 1920 y trasladando su sede a Berlín en 1922.
Después de la guerra, la industria automotriz alemana se estancó debido a la demanda insuficiente y porque el gobierno gravaba los automóviles como artículos de lujo. El país también se vio afectado por la escasez de gasolina.
En 1923, la producción de DMG cayó a 1.020 unidades, una cifra similar a la de Benz & Cie., que produjo 1.382 coches en Mannheim. El costo promedio de un automóvil era de 25 millones de marcos. La huelga y la inflación llevaron a DMG al límite. Para poder sobrevivir, la empresa produjo bicicletas y máquinas de escribir Mercedes, e incluso emitió su propio dinero de necesidad.

## Daimler-Benz y la marca Mercedes-Benz (1926)
Ante los graves problemas financieros que amenazaban a las dos compañías, Benz & Cie. propuso en 1919 una fusión, pero DMG la rechazó formalmente en diciembre. Posteriormente, cuando la crisis alemana se agravó todavía más, las empresas en apuros se reunieron nuevamente en 1924 y firmaron un "Acuerdo de Interés Mutuo", válido hasta el año 2000. Estandarizaron el diseño, la producción, las compras, las ventas y la publicidad, comercializando sus modelos de automóviles conjuntamente, aunque manteniendo sus respectivas marcas.
El 28 de junio de 1926, DMG y Benz & Cie. se fusionaron para formar el Mercedes-Benz Group, estableciendo su sede en la fábrica de Untertürkheim.
Al no poder usar el nombre Daimler en todos sus productos, sus automóviles recibieron la marca Mercedes Benz en honor al modelo de automóvil más exitoso de DMG y al apellido de Carl Benz. Su nueva marca consistía en una "estrella de tres puntas" rodeada por los tradicionales laureles del logotipo de Karl Benz, y con el rótulo Mercedes Benz. Al año siguiente, 1927, el número de unidades vendidas se triplicó a 7.918 y se inició la producción de camiones con motor diésel.

## Hitos significativos
- En 1890, DMG entregaba motores estacionarios y marinos a Rusia. En 1910 abrió su primer concesionario en Moscú. A partir de 1912, fue proveedor de la familia real rusa. Incluso después de la guerra y la revolución socialista, el Mercedes resultó premiado en la mayoría de los "salones del automóvil" en los que participó en Rusia.
- En 1892, DMG designó a Otto Speidel como su representante en Múnich.
- En 1896, Bavarian Engine & Automobile también comenzó a vender sus productos, nombrando a Karl Moll como su representante en 1898.
- En 1910, abrió una tienda para camiones, autobuses y lanchas en Hiltenspergerstrasse 21.
- En 1914, en París, tuvo lugar una de las mayores carreras de la historia, con 37 coches de seis fabricantes de seis países. Para vencer al equipo favorito, Peugeot, DMG usó un motor de avión diseñado por Paul Daimler y Fritz Nallinger, construido por el departamento de automóviles pero probado por el departamento de aeronaves. Rendían 105 HP (78 kW) a 3100 rpm (ningún Mercedes había excedido las 1500 rpm hasta entonces). Tenía cuatro cilindros de acero (M93654), y dieciséis válvulas, cárter de aluminio, cigüeñales de acero especial austriaco, un solo árbol de levas y cilindrada de 4.483 cc.
- En 1921, DMG presentó el Mercedes Kompressormotor con sobrealimentación, exitoso tanto en el mercado privado como en las pistas de carreras.